# Giovanni's Room
Giovanni's Room é um romance escrito por James Baldwin e publicado pela primeira vez em inglês em 1956, que conta a história de amor entre dois rapazes em Paris. Eles se encontram e procuram resolver na sua relação todos os problemas da existência. Essa procura angustiada, rica dos mais variados sentimentos, apresenta um James Baldwin bem diferente do polemista brilhante que lutou pelos direitos civis dos negros nos Estados Unidos. É um Baldwin mestre consumado da arte literária, explorador profundo das intimidades afetivas do homem, o ser humano que se afirma ao lado de suas convicções políticas.

## Enredo
Giovanni's Room fala das emoções fortes causadas por uma profunda e inesperada paixão que acaba em tragédia. 
David, um americano em Paris, aguardando a chegada da namorada que viaja por Espanha, encontra Giovanni, um empregado de bar italiano. É um encontro que imediatamente arrasta David para os braços e para "o quarto de Giovanni". 
Após a chegada de Hella, a namorada de David a Paris, David separa-se Giovanni, e troca promessas de casamento com Hella. Contudo, quando Giovanni, louco pela perda de David, se envolve num homicídio e é sentenciado à morte, David não pode mais continuar a negar o seu verdadeiro e profundo amor.
É uma dramática e pungente viagem através do mundo da homossexualidade masculina, do amor homoafetivo. Nessa obra o autor demonstra extraordinária coragem ao tratar centralmente do amor entre iguais em uma época marcada pelo conservadorismo pós-guerra, quando os Movimentos civis LGBTs apenas davam os primeiros tímidos passos rumo à sua descriminalização, vindo a homossexualidade eventual- e definitivamente deixar de ser tabu para a maioria das pessoas do Mundo Ocidental.